# Milter
Milter (сокращение от mail filter) — расширение, широко используемое MTA с открытым кодом Sendmail (начиная с версии Sendmail 8.11.6) или Postfix (начиная с версии 2.3; имеет ряд ограничений относительно Sendmail). Он позволяет администраторам очень эффективно добавлять в цепочке обработки почты почтовые фильтры (для фильтрации спама, вирусов и т. д.).
Почтовые фильтры могут отклонять сообщение в течение SMTP-сессии.

## Применение
Milter можно применять для:
- проверки сообщений электронной почты на спам,
- организации проверки антивирусной программы,
- обезвреживания опасных вложений,
- фильтрации сообщений как входящей, так и исходящей почты,
- организации другой нестандартной обработки и сортировки сообщений,
- архивирования электронной корреспонденции.
- отдельного хранения вложений.
- задержки приёма не относящейся к работе компании почты до окончания рабочего дня.
- сбора и сохранения статистики в базах данных.

## Достоинства и недостатки
К достоинствам Milter можно отнести:
- Программный интерфейс Milter даёт фильтру доступ к данным SMTP-сессии с самого начала, что позволяет отсекать нежелательные соединения на ранней стадии.
- Многопоточность.
- Связь Sendmail и Milter-фильтра отказоустойчива, так как конфигурация почтового сервера позволяет задать реакцию на сбой фильтра.
- Один или несколько фильтров могут находиться на другом сервере, что позволяет распределить нагрузку.

Есть у технологии Milter и недостатки:
- Из распространённых почтовых серверов поддерживаются только Sendmail и Postfix.
- Не очень удобно, хотя и возможно, принимать во внимание индивидуальные настройки пользователей.